# Jana Kulhavá
Jana Kulhavá (Ústí nad Labem, 10 de julio de 1964) es una deportista checa que compitió para Checoslovaquia en biatlón. Ganó dos medallas en el Campeonato Mundial de Biatlón, oro en 1993 y bronce en 1992.

## Palmarés internacional
| Representando a Checoslovaquia     |                     |                   |         |
| Campeonato Mundial                 |                     |                   |         |
| Año                                | Lugar               | Medalla           | Prueba  |
| 1992                               | Novosibirsk (Rusia) | Medalla de bronce | Equipo  |
| Representando a la República Checa |                     |                   |         |
| Campeonato Mundial                 |                     |                   |         |
| Año                                | Lugar               | Medalla           | Prueba  |
| 1993                               | Borovets (Bulgaria) | Medalla de oro    | Relevos |